# Зумбул
Зумбул (также боодла; англ. zumbul, boodla) — чадский язык (или диалект), распространённый в центральных районах Нигерии (в штате Баучи). Входит в состав кластера дас подгруппы барава группы южные баучи (заар) западночадской языковой ветви. Наиболее близкими для него являются языки (или диалекты) ванди-вангдай и дот (дотт, зоди).
Численность говорящих вместе с носителями идиома ванди-вангдай — около 700 человек (1971).
Статус идиома зумбул как языка не является общепризнанным: в тех или иных классификациях чадских языков зумбул может рассматриваться и как диалект, и как самостоятельный язык языкового кластера дасс, или же как диалект языка дот в рамках указанного кластера. Язык/диалект зумбул бесписьменный.
Помимо лингвонима «зумбул» также распространено такое название языка как «боодла» (boodlə). У наименования этнической общности «зумбул» имеются такие варианты как zumbulawa и  dumbulawa.

## Классификация
Идиом зумбул является частью языкового кластера дас, в рамках которого рассматривается как диалект или как язык. Помимо идиома зумбул в данный кластер включаются языки/диалекты лукши (декши), дурр-бараза, ванди-вангдай и дот (дотт, доли). Языки/диалекты объединения дасс, включая зумбул, относятся к подгруппе барава группы южные баучи (заар, или B.3) подветви баучи-баде западночадской ветви чадской семьи.
Японский исследователь чадских языков К. Симидзу выделил в подгруппе барава южный ареал, в который вместе с языковым кластером дас (дасс) включил кластеры зеем и сайя (южному ареалу противопоставлен северный с кластерами геджи и польчи). К. Симидзу разделил идиомы кластера дас на два самостоятельных языковых образования: в первое были включены диалекты дикши (бараза) и бандас (дур), во второе — диалекты боодли (зумбул), вангдай (ванди) и зоди (дуат, дват). Идиомы зумбул, ванди и зоди (дот), достаточное близкие и взаимопонимаемые друг с другом, представляют по мнению К. Симидзу диалекты одного пучка. Б. Карон вслед за К. Симидзу выделил в кластере дасс два языка: бараза (с диалектами бараза и дур) и дотт (с диалектами зумбул, вангдай и зоди (дот)), но в отличие от классификации К. Симидзу, в которой языки были только пронумерованы, Б. Карон дал языкам условные названия по наименованиям наиболее известных диалектов.

## Ареал и численность
Область распространения языка/диалекта зумбул размещена в центральной Нигерии на территории штата Баучи — в районе Дасс. По данным Р. Бленча, носители идиома зумбул живут в населённом пункте Зумбул и в его окрестностях. Последние данные по численности говорящих на зумбул в исследованиях чадских языков относятся к 1971 году. Приводится общая оценка носителей зумбул и ванди-вангдай примерно в 700 человек.